# Mogyorósbánya
Mogyorósbánya é um município da Hungria, situado no condado de Komárom-Esztergom. Tem 7,32 km² de área e sua população em 2015 foi estimada em 832 habitantes.